# Rasa d'Ardèvol
La Rasa d'Ardèvol és un torrent afluent per l'esquerra de la Riera de Llanera.
Neix al vessant nord de la Serra de Pinós, a uns 850 m. a l'nord-est del Santuari de Pinós. De direcció predominant cap a les 10 del rellotge i després de passar a 225 m. al nord del poble d'Ardèvol, desguassa a la Riera de Llanera a la frontera amb el municipi de Torà.

## Termes municipals que travessa
La Rasa d'Ardèvol transcorre íntegrament pel terme municipal de Pinós (Solsonès)

## Xarxa hidrogràfica
La xarxa hidrogràfica de la Rasa d'Ardèvol està constituïda per 26 cursos fluvials la longitud total dels quals suma 21.570 m.

### Distribució municipal
El conjunt de la xarxa hidrogràfica de la Rasa d'Ardèvol transcorre íntegrament pel terma municipal de Pinós.